# Autovía Comodoro Rivadavia-Caleta Olivia
La Autovía de Comodoro Rivadavia - Caleta Olivia es una autovía argentina  perteneciente a la Red de Carreteras del Estado que comienza en Comodoro Rivadavia y finaliza en Caleta Olivia. Esta carretera une los puntos más poblados de la Cuenca del Golfo San Jorge permitiendo un rápido conector para más de 260 mil habitantes.
Hasta 1958, la Dirección Nacional de Vialidad le había designado otros nombres al recorrido los cuales eran Ruta Complementaria M-1 Comodoro Rivadavia - Ramón Santos y Ruta Complementaria H Ramón Santos - Caleta Olivia los cuales se encontraban totalmente ripiados pertenecientes al ex-Distrito 26 de la Gobernación Militar de Comodoro Rivadavia.
Actualmente pertenece completamente a la RN 3, además, existe un proyecto de extender el doble carril hacia Pico Truncado en una primera etapa y luego finalizar en Los Antiguos por la RP 43.

## Generalidades
La construcción se inició con un Acuerdo tripartito en 2006 entre la Nación, Chubut y Santa Cruz para concretar una obra superior a los 100 millones de pesos. Las provincias de Chubut y Santa Cruz, junto al Gobierno Nacional, firmaro el contrato de obra para la construcción de la Doble Vía que unirá Rada Tilly y Caleta Olivia, durante un acto del que tomaron parte el presidente Néstor Kirchner, el gobernador Mario Das Neves y su par santacruceño, Carlos Sancho.
La autovía actualmente cuenta con 29 km habilitados y los 63 km restantes siguen en construcción con la segunda trocha. 
La obra fue llevada a licitación en el año 2006, conjuntamente con la Avenida de Circunvalación de Caleta Olivia para afrontar el problema vehicular en la zona. Esta última década se incrementó un gran caudal de autos en la ruta, llegando a generar choques diarios por adelantamiento de vehículos, por lo tanto, este importante conector de vía rápida permitirá facilitar el tránsito liviano y pesado y así prevenir problemas y accidentes.
En las primeras planificaciones de la autovía, se planeó la construcción de dos peajes en los tramos km 1844 (Rada Tilly) y km 1867 (Playa Alsina). Este último además contempla pesaje de transporte.
Estas obras incluirían en el tramo Autovía Comodoro Rivadavia – Caleta Olivia, Sección km 1884,70 – km 1867, en jurisdicción de las provincias de Chubut y Santa Cruz. También el pavimento nuevo (23 km, 15 en Chubut); repavimentación calzada existente; construcción de dos estaciones de pesaje; un puente en el acceso a Rada Tilly; iluminación en estaciones de pesaje y en el acceso a la villa.
A la construcción de la Doble Vía para unir Rada Tilly y Caleta Olivia, se sumó la pavimentación del camino alternativo “Juan Domingo Perón”, que une Comodoro Rivadavia con la  villa turística. Olivia, en la provincia de Santa Cruz, reordenará el tránsito, sacando del ejido urbano el transporte de cargas.
Las tareas consisten en la duplicación de 65 km de calzada del tramo comprendido entre las localidades de Comodoro Rivadavia y Caleta Olivia, sobre la RN 3.
En Chubut, se encuentran ejecución la sección 1 (Rada Tilly – km 1876) y la sección 2 (km 1876 – Caleta Olivia). La obra continúa por 6 km más en Santa Cruz, en lo que será la nueva circunvalación de Caleta Olivia.
Aunque la obra venía paralizada y con poco movimiento, sufrió su primera gran paralización legal en 2016 y el consecuente juicio contra Lázaro Báez y la expresidenta Cristina Fernández), dividida en dos tramos. La obra se había licitado nuevamente en septiembre de 2021. Finalmente, tras algunas demoras, la obra se inició entre principios y mediados de 2022, con adjudicaciones a favor de las empresas CPC y Rigel, para el tramo Santa Cruz y Chubut, respectivamente, con un plazo de obra de sólo 18 meses. No obstante, la obra volvió a quedar paralizada en noviembre de 2023, tras un año de pocos avances, debido a los problemas de pago por parte del organismo vial y la aceleración inflacionaria. 
Actualmente, a pesar de la corrupción y la gran demora en su finalización la importante obra fue incluida en el presupuesto nacional 2025. Una de las razones de terminar la obra es que formó parte del listado acordado con los gobernadores cuando se firmó el llamado ‘Pacto de Mayo’; por el que a su vez también los jefes provinciales comprometieron el apoyo legislativo (con distintas estrategias) para la ley Bases.

## Tramos

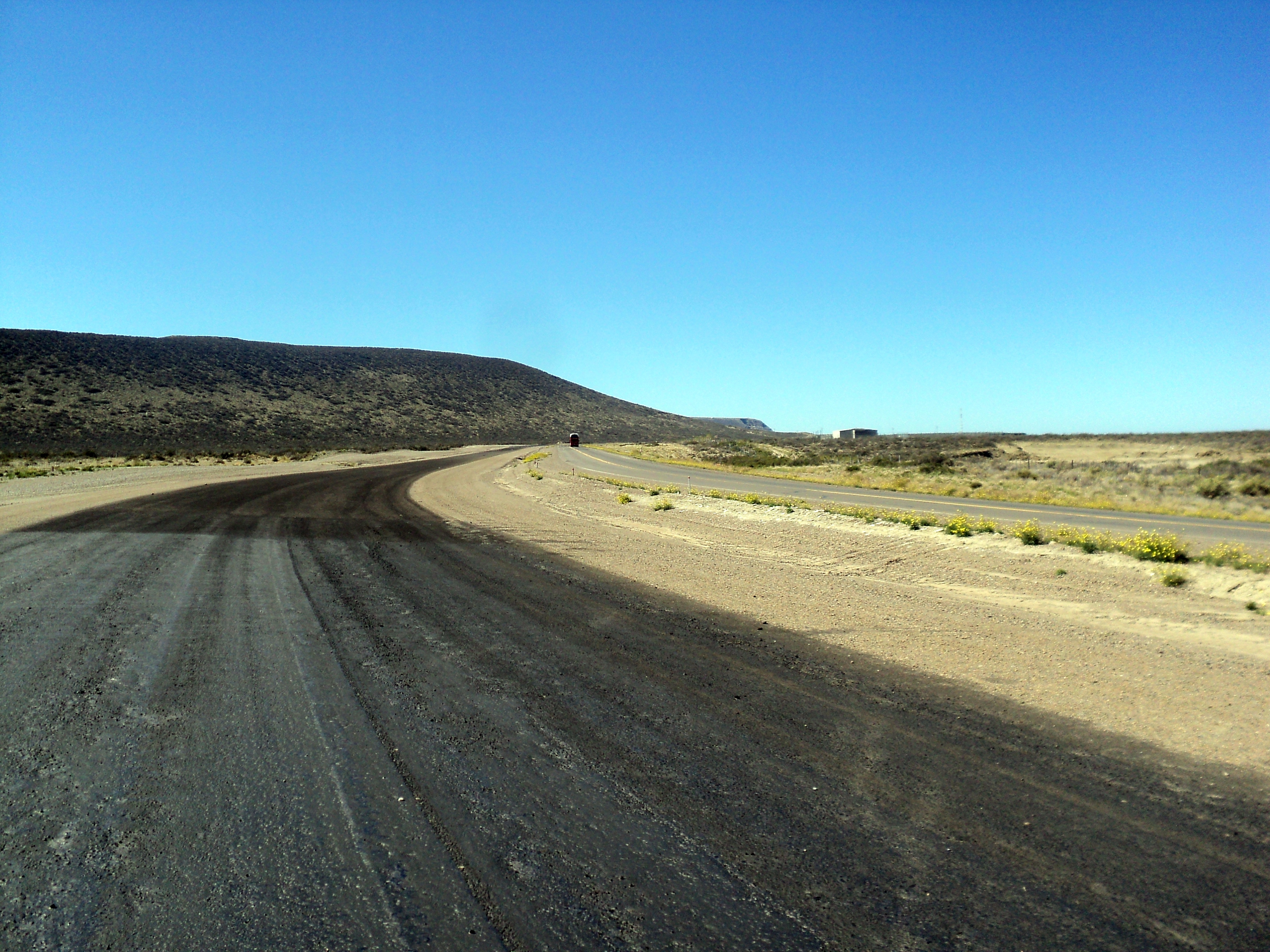
Banquina en construcción a la vera del camino próximo a la Playa La Herradura

### Comodoro - Rada Tilly
Este tramo está totalmente terminado y permite una vía rápida entre estas dos ciudades y el parque industrial comodorense, además si este tramo se congestiona existe el camino alternativo llamado Presidente Perón, perteneciente a la RP 1, también llamada Ruta Panorámica o Camino interjurisdiccional ubicado al este de Punta Piedras.

### Rada Tilly - Ramón Santos
El tramo no está terminado, actualmente se le está colocando la carpeta asfáltica a la nueva trocha.

### Ramón Santos - Caleta Olivia

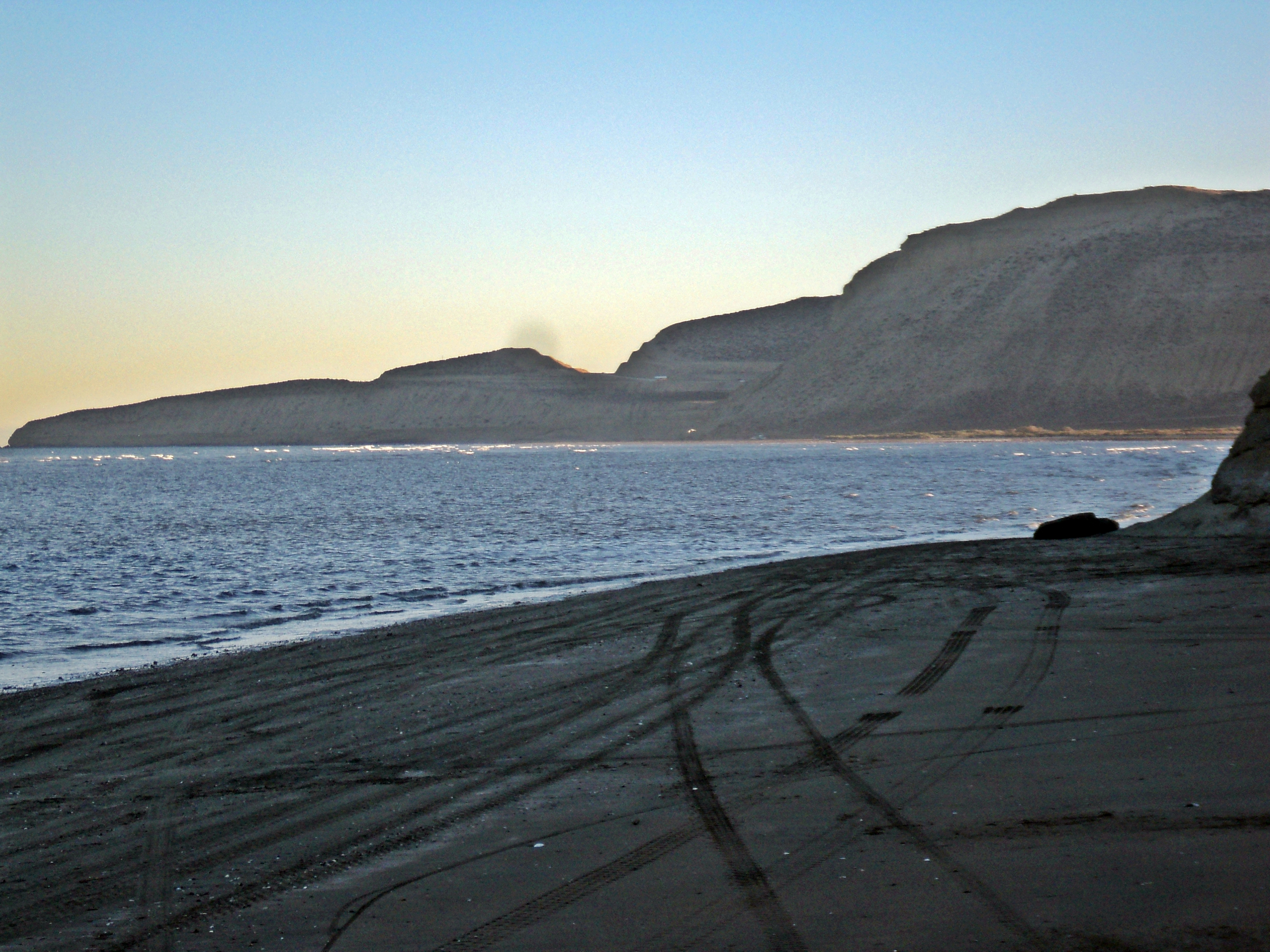
Punta Peligro mutilada por la autovía de la Ruta 3 desde playa Los Límites

Es el tramo más largo de la autovía, con casi 50 km de extensión recién se están terminando las banquinas - carriles de ripio-, posee una característica única ya que al haber existencia de mesetas y cerros en el recorrido se tuvo que modificar parte de la Punta Peligro. En todo el trayecto se puede observar el mar Argentino y acampar en una de sus tantas playas a lo largo de la costa del golfo San Jorge.

### Circunvalación Caleta Olivia

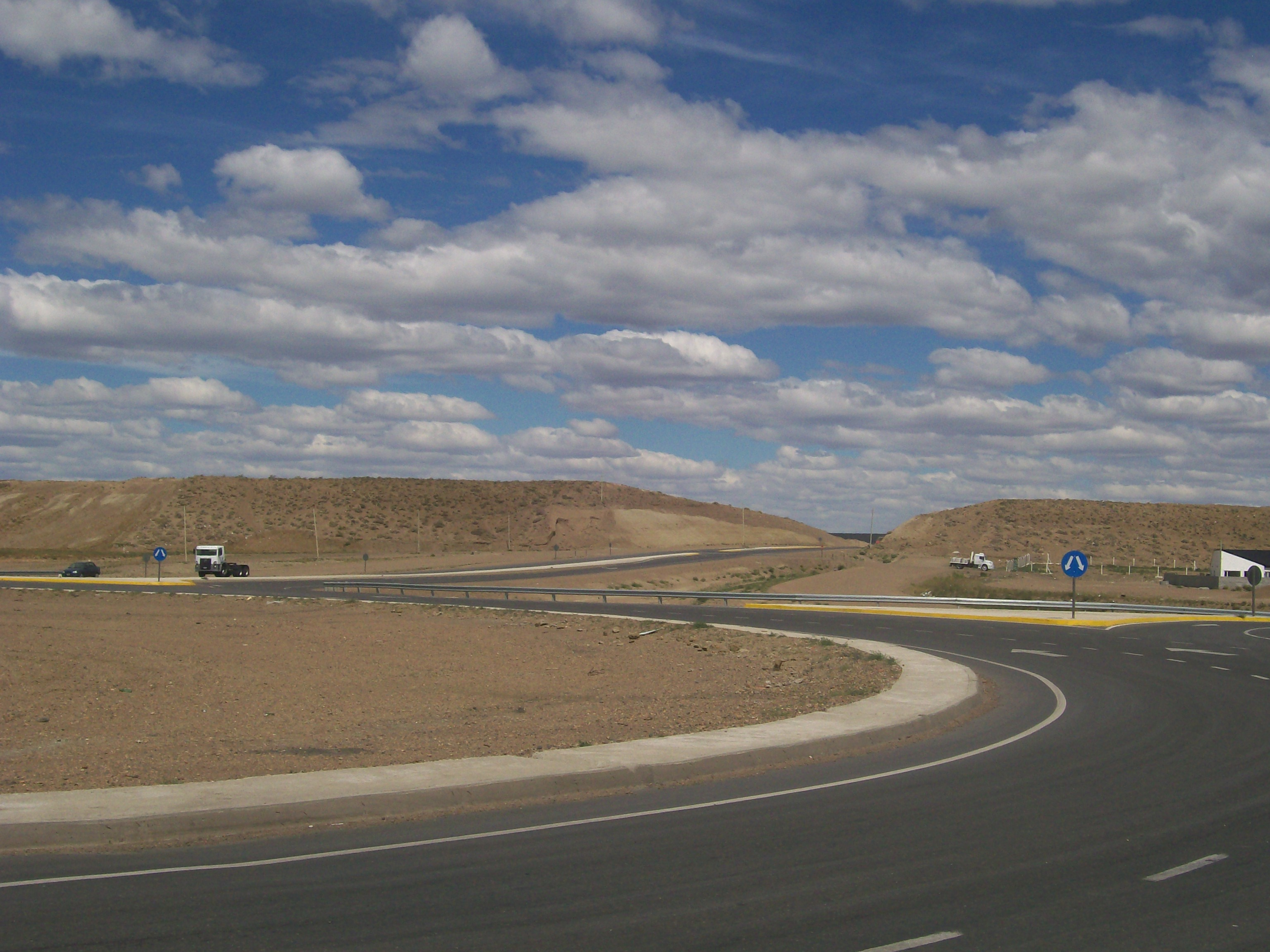
Recién terminada la Rotonda 7, en el km 78, camino que va a Río Gallegos

En Caleta Olivia, la avenida de Circunvalación por la que se desviará el tránsito pesado se complementará con la autovía de doble trocha que unirá esta ciudad con Rada Tilly.
En el tramo de la ruta 3 que va desde el Cerro Pan de Azúcar hasta el paraje La Lobería, va cobrando forma la futura autovía que unirá Rada Tilly con Caleta Olivia, a la vera de la misma se está construyendo el nuevo paraje de Ramón Santos. También sobre esta ruta se asienta la nueva terminal caletense de ómnibus. A 2017 está en proceso de construcción, integrada a la ciudad.

## Datos de diseño
La Autovía Comodoro Rivadavia - Caleta Olivia fue diseñada para evitar los numerosos accidentes existentes. Otro de los problemas que evitará la obra son los constantes atascos por el intenso tráfico vehicular, que trae aparejadas la constante avería de muchos de los tramos del ruta. Junto con la gran cantidad de automotores los causantes de estos problemas son los camiones, que con sus pesadas cargas destruyen la cinta asfáltica poco a poco en distintos tramos. Ante este panorama de caos vehicular, para evitar más siniestros, el Estado argentino decidió la construcción de la autovía. La obra de la Autopista Comodoro Rivadavia-Caleta Olivia optimizará la vinculación interprovincial, mejorando sustancialmente las condiciones de seguridad y reduciendo tiempos/costos de viaje. A su vez, la circunvalación de Caleta Olivia, en la provincia de Santa Cruz, reordenará el tránsito, sacando del ejido urbano el transporte de cargas. Por otra parte, la RN 3 es muy importante para la economía del país ya que conecta la Patagonia, de mucho movimiento comercial y turístico.
En invierno sufre en menor media problemas por heladas y nevadas dada su proximidad con el mar,  la intensidad de los movimientos automóviles crea el rápido deterioro de este sector de la ruta que contribuye a que se den accidentes.

## Véase también

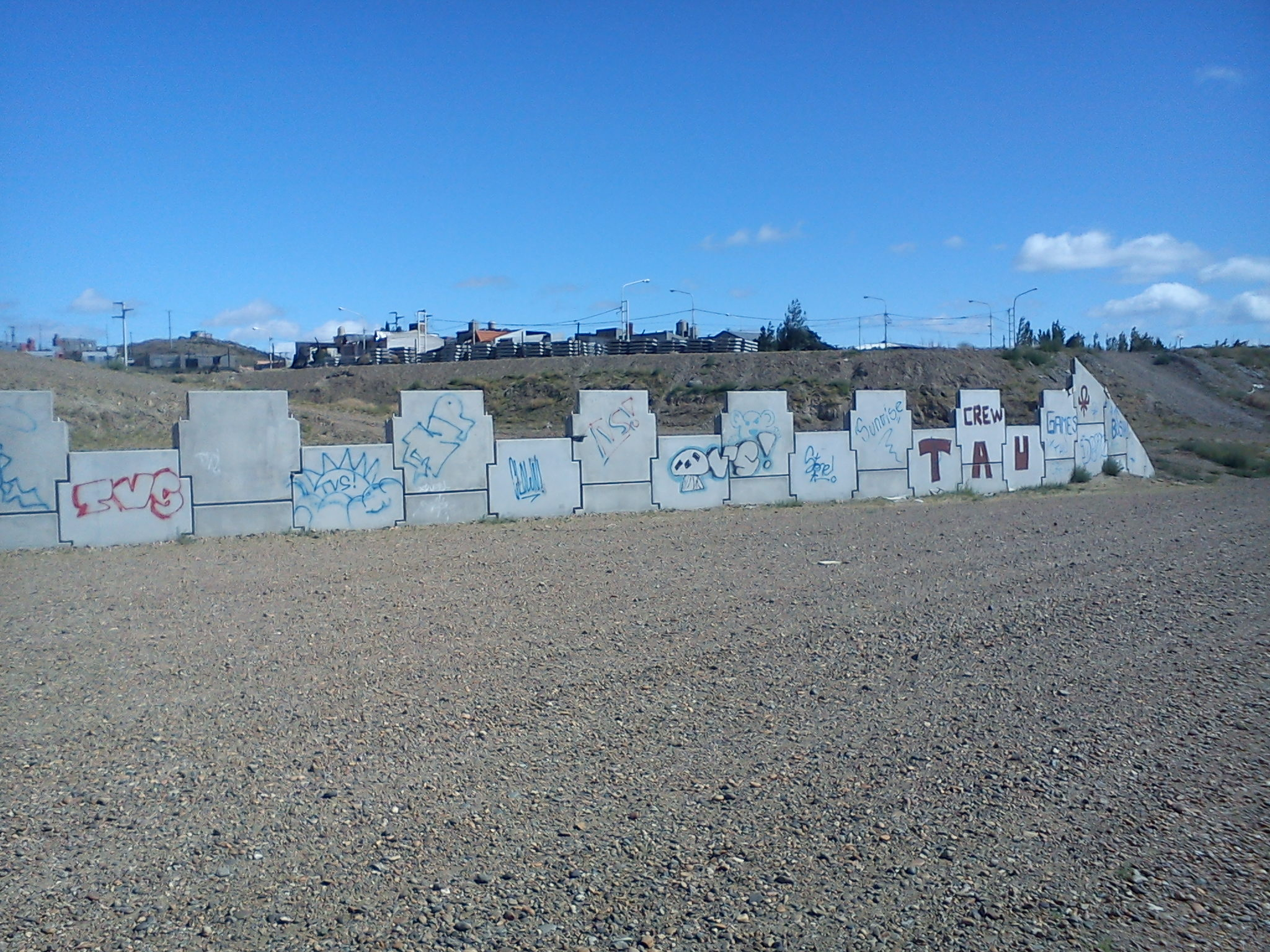
Construcción de un lateral del puente en el cruce de la RP 12.

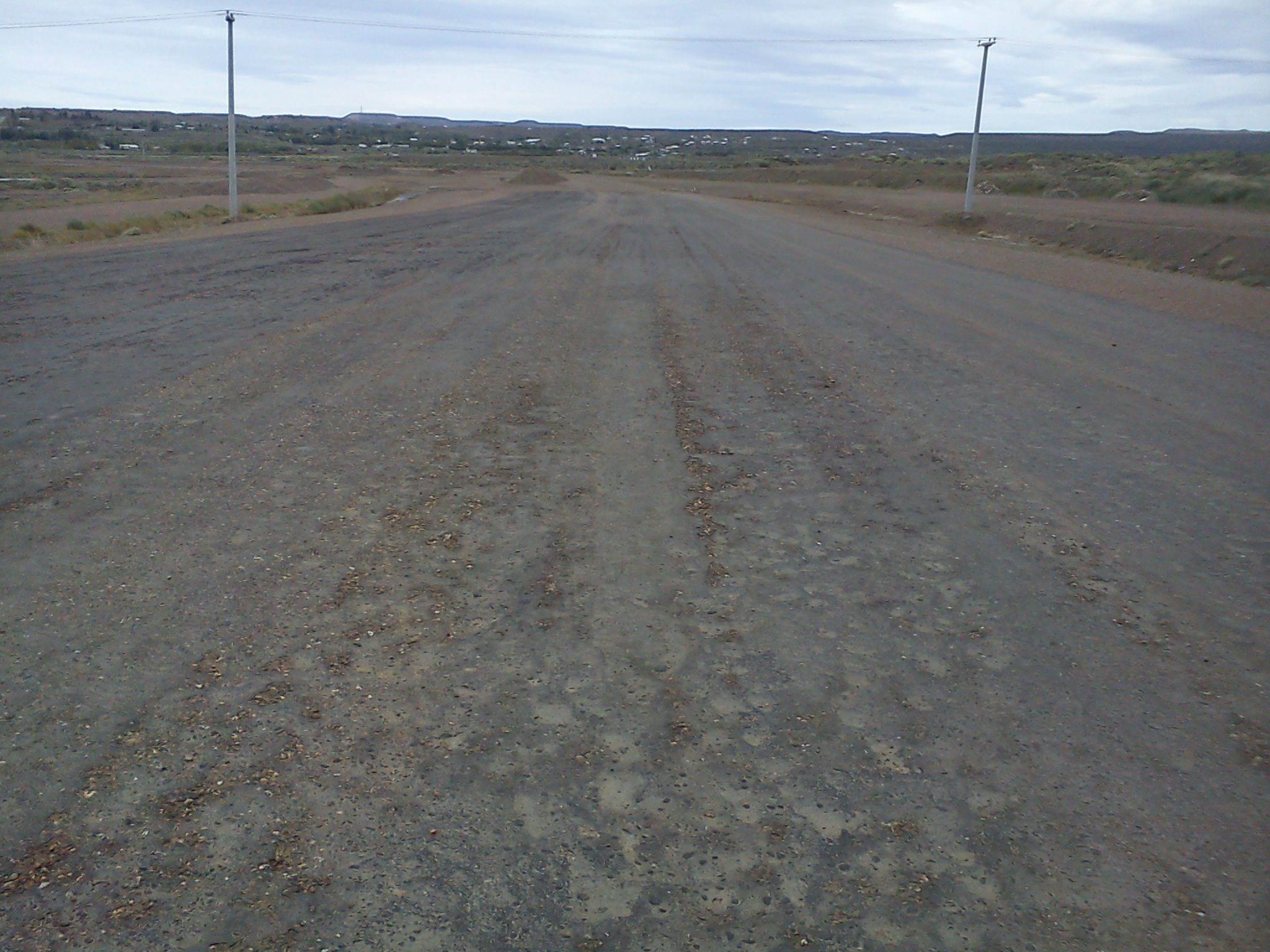
Banquina en construcción a la altura del km 74, en cercanías del Humedal Caleta Olivia

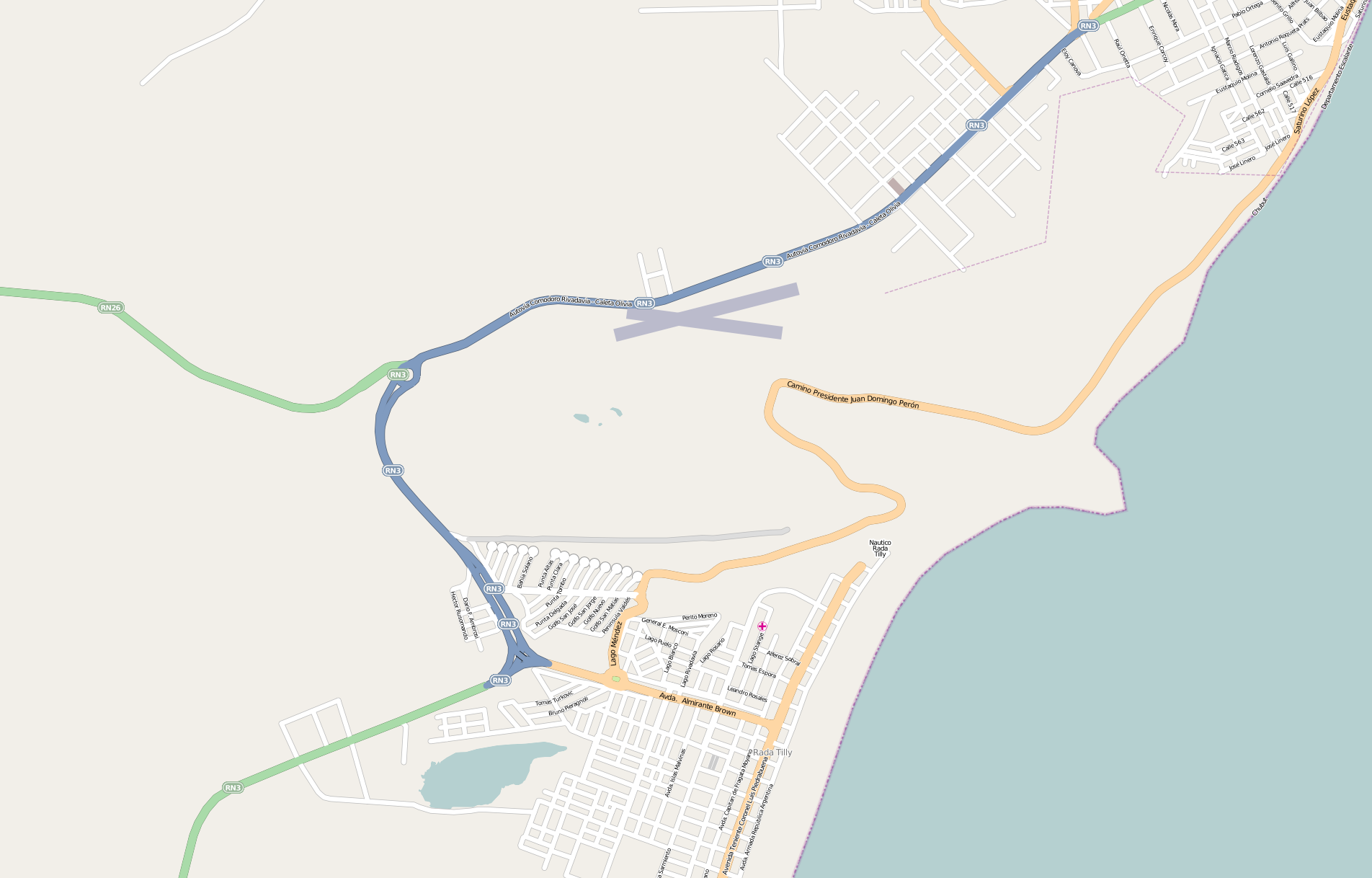
Mapa del tramo asfaltado Comodoro - Rada Tilly (trazo en color azul). Fuente: OpenStreetMap